# Cosnova
Die cosnova GmbH (Eigenschreibweise cosnova, bis 2004: cosma GmbH) ist ein deutsches Familienunternehmen, das die Kosmetikmarken „essence“ seit 2002 und „Catrice“ seit 2004 vertreibt. Sitz der Unternehmenszentrale ist Sulzbach im Taunus. Die Unternehmensgruppe Cosnova verzeichnete im Jahr 2024 einen Nettoumsatzerlös von 954 Mio. Euro.

## Management
Die cosnova GmbH wurde 2001 von Christina Oster-Daum und Javier González gegründet. 2012 folgte Mathias Delor als dritter Geschäftsführer. Hilko Prahl (2015), Gesine Hild (2019) Yvonne Wutzler (2019) Thorsten Mühl (2021), Stefan Weinmiller und Dennis Martin (beide 2023) erweiterten seitdem die Geschäftsführung. Weltweit beschäftigt das Unternehmen rund 870 Mitarbeiter (Stand 12/2023).

## Marken und Vertrieb
Die vertriebenen Marken essence und Catrice sind in Drogeriemärkten, im Lebensmittelhandel, in Kauf- und Warenhäusern, Parfümerien und Modehäusern sowie online erhältlich. Es werden regelmäßig unterjährige Updates durchgeführt, bei denen 50 % des Standardsortiments ausgetauscht werden. Zusätzlich werden monatlich sogenannte „Limited Editions“ präsentiert.
Die erste internationale Niederlassung war die cosnova Inc. 2008 in New York. 2017 folgten mit cosnova Italia eine zweite Niederlassung in Mailand und mit cosnova Brasil Cosméticos Ltda eine dritte in São Paulo. 2018 wurde die vierte Tochtergesellschaft cosnova France in Paris gegründet.
essence wird in über 90, Catrice in über 80 Ländern in Europa, Nord- und Südamerika, im Mittleren und Nahen Osten, in Asien, Ozeanien sowie in Afrika vertrieben.

## Nachhaltigkeit
cosnova hat eine umfangreiche Nachhaltigkeitsstrategie aufgestellt, die sich auf die Punkte Klimaschutz, Inhaltsstoffe und Verpackungen fokussiert. Seit dem Frühjahr 2023 sind alle Produkte frei von festen Mikroplastikpartikeln. Alle Produkte werden seit Gründung des Unternehmens zu 100 % tierversuchsfrei und zu über 90 % in Europa produziert. Die Marken essence und Catrice stehen auf der offiziellen Liste von PETA Deutschland für Kosmetik ohne Tierversuche. Außerdem ist ein Großteil des Sortiments vegan.
Für die Reduzierung des CO₂-Ausstoßes in Lager- und Logistikprozessen wurde cosnova 2023 mit dem Lean & Green Award ausgezeichnet und ist zudem Mitglied der Science Based Targets Initiative (SBTi), Responsible Mica Initiative (RMI) sowie des Roundtables on Sustainable Palm Oil (RSPO). Es gibt eine jahrelange Zusammenarbeit mit ClimatePartner und nun zum Schutz der Meere mit der Naturschutzorganisation World Wide Fund for Nature (WWF) Deutschland.

## Belege
1. ↑  Wir sind ein globales Familienunternehmen. Abgerufen am 21. Februar 2025.
2. ↑  Kosmetikmarkt: Cosnova meldet Umsatzrekord. 6. Februar 2025, abgerufen am 21. Februar 2025.
3. ↑  Michael Scheppe: Christina Oster-Daum, Javier González: Make-up-Marktführer Cosnova: „Solche Kosten haben wir in 20 Jahren nicht erlebt“. In: Handelsblatt.com. 7. Mai 2022, abgerufen am 19. Januar 2024.
4. ↑  Torsten Weigelt: Cosnova plant neuen Firmensitz. In: Frankfurter Rundschau. 1. Februar 2019, abgerufen am 19. Januar 2024.
5. ↑  Offizielle Liste von PETA Deutschland: essence steht für cruelty free Kosmetik.
6. ↑  Offizielle Liste von PETA Deutschland: Catrice steht für cruelty free Kosmetik.
7. ↑  Lean & Green Awards: Auszeichnung für cosnova
8. ↑  cosnova und WWF: Partner für den Schutz der Meere